# Sakagutia
Sakagutia is een geslacht van kevers uit de familie van de loopkevers (Carabidae). De wetenschappelijke naam van het geslacht is voor het eerst geldig gepubliceerd in 1954 door Ueno.

## Soorten
Het geslacht Sakagutia is monotypisch en omvat slechts de volgende soort:
- Sakagutia marina Ueno, 1954